# Andrew Beirne

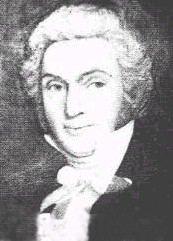
Andrew Beirne

Andrew Beirne (* 1771 in Dangan, County Roscommon, Irland; † 16. März 1845 in Gainesville, Alabama) war ein US-amerikanischer Politiker. Zwischen 1837 und 1841 vertrat er den Bundesstaat Virginia im US-Repräsentantenhaus.

## Werdegang
Andrew Beirne besuchte die öffentlichen Schulen seiner irischen Heimat und studierte danach an der Trinity University in Dublin. Im Jahr 1793 kam er in die Vereinigten Staaten, wo er sich in Union im heutigen West Virginia niederließ. Dort arbeitete er im Handel und in der Landwirtschaft. Außerdem schlug er eine politische Laufbahn ein. In den Jahren 1807 und 1808 saß er im Abgeordnetenhaus von Virginia. Während des Britisch-Amerikanischen Krieges von 1812 diente er als Oberst in der Miliz des Monroe County. Danach setzte er seine früheren Tätigkeiten fort. Politisch trat er erst Ende der 1820er Jahre wieder in Erscheinung. Damals schloss er sich der von Andrew Jackson gegründeten Demokratischen Partei an. In den Jahren 1829 und 1830 war Beirne Delegierter auf einer Versammlung zur Überarbeitung der Verfassung seines Staates. Von 1831 bis 1836 gehörte er dem Senat von Virginia an.
Bei den Kongresswahlen des Jahres 1836 wurde Beirne in das US-Repräsentantenhaus in Washington, D.C. gewählt, wo er am 4. März 1837 sein neues Mandat antrat. Nach einer Wiederwahl konnte er bis zum 3. März 1841 zwei Legislaturperioden im Kongress absolvieren. Im Jahr 1840 verzichtete er auf eine weitere Kandidatur. Nach dem Ende seiner Zeit im US-Repräsentantenhaus betätigte er sich wieder im Handel und der Landwirtschaft. Er starb am 16. März 1845 bei einem Besuch in Gainesville.